# 深深深 (1977年电影)
《深深深》（英語：The Deep，又名《大海深处》），1977年剧情电影，由尼克·诺特主演。是尼克·诺特的早期成名作。

## 剧情
电影讲述在加勒比海许多十七八世纪沈船有许多宝藏，尼克如许多人一样到加潜水捞宝，却遇到当地海盗来抢劫。